# Joint Strike Missile
Joint Strike Missile je letecká protilodní a protizemní řízená střela s plochou dráhou letu dlouhého dosahu. Střelu vyvinla norská společnost Kongsberg Defence Systems na základě jejího typu Naval Strike Missile. JSM byla vyvinuta jako výzbroj pro stíhací letouny F-35A Lightning II, mimo jiné provozované norským letectvem.

## Vývoj
Rozhodnutí norského letectva o nahrazení stíhacích letounů F-16 typem nové generace v podobě letounu F-35 vedlo k potřebě získání moderních protilodních střel pro jejich vyzbrojení. Analogicky byly v minulosti norské F-16 vyzbrojeny leteckou verzí protilodní střely Penguin. Roku 2007 proto společnost Kongsberg zahájila vývoj letecké verze střely Naval Strike Missile, pojmenované Joint Strike Missile. Na vývoji se podílí rovněž výrobce F-35 Lockheed Martin a Austrálie.
Výhodou střely je mimo jiné její obtížná zjistitelnost, vysoké manévrovací schopnosti a rozměry, dovolující její zavěšení do vnitřní pumovnice letounu F-35 (typ má dvě pumovnice, do každé se vejde jedna střela). Konkurenční střely AGM-158 JASSM, MBDA Storm Shadow / SCALP, EADS Taurus KEPD 350 a SLAM-ER se totiž do pumovnice F-35 nevejdou a mohou být jen na podkřídelních závěsnících, což narušuje stealth vlastnosti letounu.
V roce 2021 na Edwardsově letecké základně proběhlo první zkušební vypuštění střely JSM z testovacího letounu F-35A AF-1. V roce 2024 střely JSM objednalo letectvo Spojených států amerických. Dodávky začnou v roce 2026.
Společnost Kongsberg vede vývoj ponorkové verze střely JSM v programu Joint Strike Missile-Submarine Launched (JSM‑SL). Zapojeny do něj jsou také Nizozemsko a Španělsko. Dokončení střely bylo plánováno na rok 2032. Střela má být vypouštěna z 533mm torpédometů a má mít dolet více než 300 km.

## Popis
Střela má vysokou obratnost a díky aplikací technologií stealth je obtížně zjistitelná. Naváděcí systém je pasivní – během letu je střela naváděna pomocí GPS a inerciálního INS, v závěrečné fázi je automaticky navedena pomocí infračerveného optického senzoru. Hmotnost střely byla oproti NSM snížena na 370 kg. Délka střely byla zkrácena na 3,7 m. Střelu za letu pohání proudový motor, díky kterému se pohybuje vysokou podzvukovou rychlostí. Její dolet přesahuje 240 km.

## Uživatelé
- Austrálie

- Japonsko – Vybrány jako výzbroj japonských letounů F-35A. Poprvé objednány roku 2018.[6]

- Německo – V roce 2025 země objednala střely JSM jako výzbroj pro německé letouny F-35 Lightning II.[7]

- Norsko

- USA – Objednány roku 2024.